# Lobidiopteryx eumares
Lobidiopteryx eumares är en fjärilsart som beskrevs av Louis Beethoven Prout 1935. Lobidiopteryx eumares ingår i släktet Lobidiopteryx och familjen mätare. Inga underarter finns listade i Catalogue of Life.